# Cytaea nimbata
Cytaea nimbata är en spindelart som först beskrevs av Tord Tamerlan Teodor Thorell 1881.  Cytaea nimbata ingår i släktet Cytaea och familjen hoppspindlar. Inga underarter finns listade i Catalogue of Life.